# Beleg van Verdun (1870)

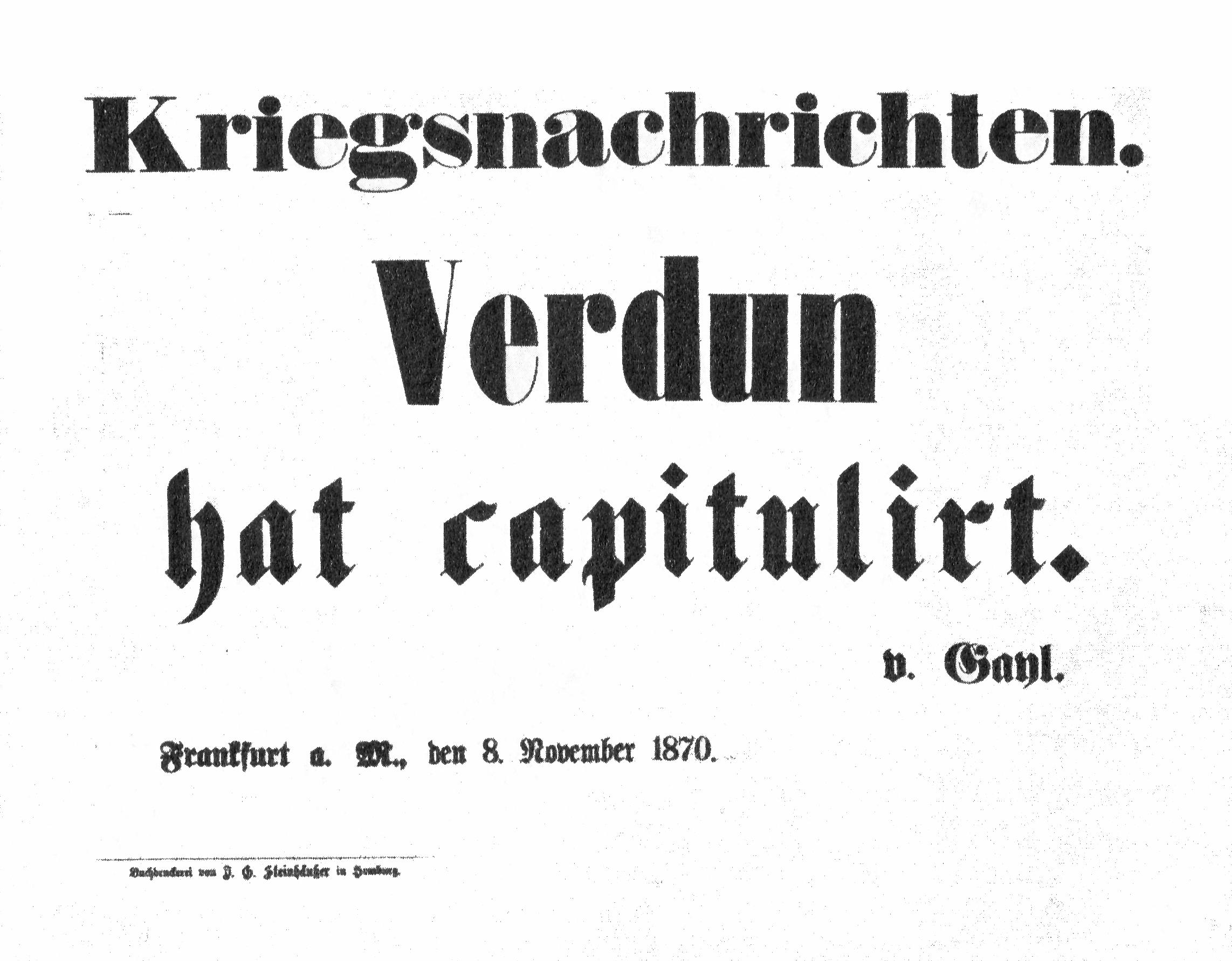
Zegebericht gepubliceerd op 8 november 1870

Van eind augustus tot begin november 1870, tijdens de Frans-Duitse Oorlog, werd de Franse vestingstad Verdun belegerd door een Pruisisch leger. Het Beleg van Verdun eindigde met de overgave van het Franse garnizoen onder leiding van generaal Jean Guérin de Waldersbach en de intrede van de Pruisische troepen in de stad op 9 november 1870.

## Achtergrond

Eerste fase van de Frans-Duitse Oorlog

Verdun was een Franse vestingstad. Verdun beschikte over een citadel bezet door een garnizoen. In augustus 1870 legden de Duitse 1e en 2e Legers het beleg voor Metz. Het Duitse 4e Leger, omgedoopt tot Maasleger en onder bevel van prins Albert van Saksen, trok naar de vestingen van Verdun en Montmédy. Op 16 augustus 1870 was keizer Napoleon III in Verdun. Hij had het belegerde Metz verlaten en nam er de trein naar Châlons-en-Champagne om het leger van maarschalk Mac Mahon te vervoegen.

## Beleg

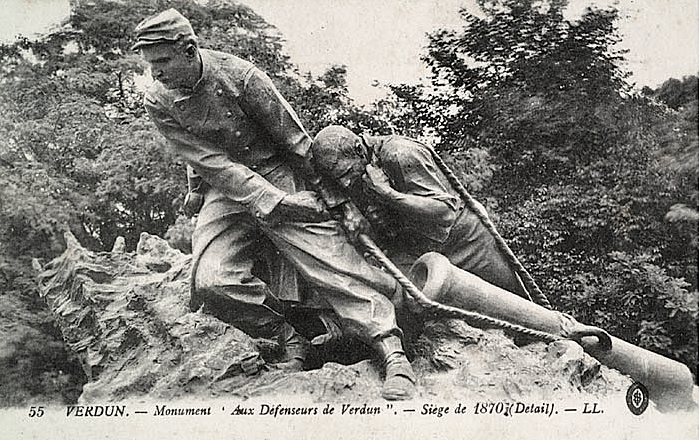
Aux défenseurs de Verdun, standbeeld van Eugène-Jean Boverie (1909)

Op 17 augustus verschenen de eerste Saksische troepen voor Verdun. Een week later, op de 24e, volgde een eerste artilleriebeschieting. Acht Franse militairen en vier burgers sneuvelden. Generaal de Waldersbach weigerde zich over te geven. Het Saksische leger drong niet aan en vervolgde zijn weg richting Châlons-en-Champagne en later Sedan. Er bleef een beperkte Pruisische bezetting aanwezig rond Verdun. Het Franse garnizoen deed verschillende kleine uitvallen waarbij Pruisische konvooien werden onderschept en Duitse militairen gedood. Na de verloren Slag bij Sedan werden vele Franse soldaten krijgsgevangen gemaakt. Ongeveer 2500 van hen wisten te ontsnappen en het garnizoen in Verdun te vervoegen.
Als reactie op de Franse uitvallen die de Pruisische aanvoer- en communicatielijnen verstoorden, werden de Pruisische troepen rond Verdun versterkt onder het bevel van generaal Alfred von Bothmer. Op 26 september volgde een tweede Pruisisch bombardement op Verdun om de kracht en de vastberadenheid van de verdedigers te testen. De materiële schade aan de citadel en de kazernes was aanzienlijk maar er vielen slechts zeven doden.
In oktober beslisten de Pruisen een einde te maken aan de strijd. Generaal von Bothmer werd vervangen door generaal Wilhelm von Gayl. Hij liet de dorpen (Belleville-sur-Meuse, Thierville-sur-Meuse) en buitenwijken ten noorden van de stad bezetten. Gedurende 55 uur werd de citadel van Verdun van hieruit onafgebroken gebombardeerd. Tijdens dit derde bombardement (13-15 oktober) werd de citadel grotendeels verwoest en liep ook de stad grote schade op. Er vielen ook 44 Franse doden. In de volgende weken deden de Franse troepen enkele uitvallen naar het noorden, maar zonder succes. 
Nadat Metz op 27 oktober capituleerde zag generaal de Waldersbach in dat verder verzet zinloos was en gaf hij zijn garnizoen over. De Pruisen marcheerden op 9 november 1870 de stad binnen en de Franse verdedigers werden afgevoerd in krijgsgevangenschap.

## Nasleep
Op 26 januari 1871 werd een wapenstilstand getekend en op 10 mei werd het Vrede van Frankfurt getekend dat officieel een einde maakte aan de oorlog. De Franse departementen in het noordoosten waaronder Meuse bleven bezet tot de Franse staat alle herstelbetalingen had voldaan. Pas in juli 1873 vertrokken de Duitsers uit het departement Meuse, met uitzondering van Verdun. Die vestingstad verlieten ze pas op 13 september 1873.